# 33600 Davidlu
33600 Davidlu este o planetă minoră (asteroid), cu un diametru de 2,202 km, din centura de asteroizi. A fost descoperită pe 10 mai 1999 la Experimental Test Site⁠(d) de Lincoln Near-Earth Asteroid Research. 
Obiectul prezintă o orbită caracterizată de o semiaxă mare de 2,4712766 UAi, o excentricitate de 0,1, o înclinație de 7,04275 ° în raport cu ecliptica.